# Saint-Christophe-des-Bois
Saint-Christophe-des-Bois è un comune francese di 532 abitanti situato nel dipartimento dell'Ille-et-Vilaine nella regione della Bretagna.

## Società

### Evoluzione demografica
Abitanti censiti